# 레고 스타워즈
레고 스타워즈(Lego Star Wars)는 레고사에서 제작한 스타 워즈 시리즈이다. 높은 품질로 레고마니아들에게는 사랑받는 레고 가운데 하나이다. 매년 신제품을 내며, 최근에는 빌딩 더 갤럭시(building the galaxy)시리즈로 행성 제품도 얻을 수 있다.

## 얼티밋 컬렉터 시리즈
간단히 UCS로도 불리는 이 시리즈는 보통 제품보다 크기가 훨씬 크고 묘사가 상세하며, 가격도 비싸다. 최근 발매된 UCS는 2017년 10월에 발매된 7541조각의 밀레니엄 팔콘(75192)이 두 번째로 조각 수가 많다.(첫 번째는 레고 세계 지도)

## 제품 목록
레고 스타워즈 시리즈의 제품목록을 정리한 문서

### 1999
- 7101 광선검 대결
- 7110 랜드스피더
- 7111 드로이드 스타파이터
- 7121 나부 늪지대
- 7128 스피더바이크
- 7130 스노우스피더
- 7131 아나킨의 포드레이서
- 7140 X-윙 파이터
- 7141 나부 파이터
- 7150 타이 파이터 vs Y-윙
- 7151 시스 인펄서레이터
- 7161 건간 서브
- 7171 모스 에스파 포드레이서

### 2000
- 7104 스키프사막용차량
- 7115 건간순찰대
- 7124 플래시스피더
- 7134 A-윙파이터
- 7144 보바펫의 슬레이브I
- 7155 무역연합 AAT
- 7159 스타워즈 포드레이싱 버켓
- 7180 B-윙 반란군센터
- 7181 타이 인터셉터
- 7184 무역연합 MTT
- 7190 밀레니엄 팔콘
- 7191 X-윙 파이터
- 8000 피트로이트
- 8001 전투드로이드
- 8002 파괴드로이드

### 2001
- 7106 드로이드 탈출
- 7126 배틀 드로이드 캐리어
- 7127 제국군 AT-ST
- 7146 타이 파이터
- 7166 임페리얼 셔틀
- 7186 와토의 고물상
- 8007 C-3PO
- 8008 스톰트루퍼
- 10018 다스몰 흉상
- 10019 탄티브 IV

### 2002
- 7101 최후의 대결II
- 7103 제다이 디펜스I
- 7103 제다이 듀얼
- 7104 제다이 디펜스II
- 7113 터스켄 레이더 인카운터
- 7119 트윈-포드 클라우드 카
- 7133 바운티헌터 추격
- 7139 이윅의 공격
- 7142 X-윙 파이터
- 7143 제다이 스타파이터
- 7152 타이 파이터 vs Y-윙
- 7153 쟝고 펫의 슬레이브I
- 7163 리퍼불릭 건쉽
- 7194 요다
- 7200 파이널 듀얼II
- 8009 R2-D2
- 8010 다스베이더
- 8011 쟝고 펫
- 8012 슈퍼 전투 드로이드
- 10026 나부 스타파이터
- 10030 스타 디스트로이어

### 2003
- 4475 자바의 메세지
- 4476 자바의 선물
- 4477 T-16 스카이호퍼
- 4478 제노시안 파이터
- 4479 타이 폭격기
- 4480 자바의 궁전
- 4481 해일파이어 드로이드
- 4482 AT-TE
- 4483 AT-AT
- 4484 미니 X-윙 파이터와 타이 어드벤스드
- 4485 미니 세불라의 포드레이서와 아나킨의 포드레이서
- 4486 미니 AT-ST와 스노우스피더
- 4487 미니 제다이 스타파이터와 슬레이브I
- 4488 미니 밀레니엄 팔콘
- 4489 미니 AT-AT
- 4490 미니 리퍼불릭 건쉽
- 4491 미니 MTT
- 10123 클라우드 시티
- 10126 반란군 스노우스피더

### 2004
- 4492 미니 스타 디스트로이어
- 4493 미니 시스 인펄서레이터
- 4494 미니 임페리얼 셔틀
- 4495 미니 AT-TE
- 4500 반란군 스노우스피더
- 4501 모스 아이슬리 칸티나
- 4504 밀레니엄 팔콘
- 10131 타이 컬렉션
- 10134 Y-윙 폭격 스타파이터

### 2005
- 7250 클론 스카우트 워커
- 7251 다스베이더의 변신
- 7252 드로이드 트라이파이터
- 7255 그리버스 장군 추격
- 7256 제다이 인터셉터와 벌쳐 드로이드
- 7257 최후의 광선검 결투
- 7258 우키의 공격
- 7259 ARC-170 스타파이터
- 7260 우키 카타마란
- 7261 클론 터보 탱크
- 7263 타이 파이터
- 7283 얼티메이트 우주 배틀
- 10143 데스스타2
- 10144 샌드크롤러

### 2006
- 6205 V-윙 파이터
- 6206 타이 요격기
- 6207 A-윙 파이터
- 6208 B-윙 파이터
- 6209 슬레이브I
- 6210 자바의 함선
- 6211 임페리얼 스타 디스트로이어
- 6212 X-윙 스타파이터
- 10174 AT-ST
- 10175 다스베이더의 타이 어드벤스드

### 2007
- 7654 배틀 드로이드 배틀팩
- 7656 그리버스 장군의 스타파이터
- 7657 AT-ST
- 7658 Y-윙 파이터
- 7659 임페리얼 랜딩 크래프트
- 7660 나부 N-1 스타파이터와 벌쳐 드로이드
- 7661 하이퍼드라이브 링을 갖춘 제다이 스타파이터
- 7662 무역연합 MTT
- 7663 시스 인펄서레이터
- 7664 타이 크롤러
- 7665 공화국 크루저
- 7666 반란군 호스기지
- 10178 모터로 움직이는 AT-AT
- 10179 밀레니엄 팔콘

### 2008
- 7667 제국의 드랍쉽
- 7668 반란군 스카우트 스피더
- 7669 아나킨의 제다이 스타파이터
- 7670 해일파이어 드로이드와 스파이더 드로이드
- 7671 AT-AP 워커
- 7672 로그 쉐도우
- 7673 마그나가드 스타파이터
- 7674 V-19 토렌트
- 7675 AT-TE 워커
- 7676 리퍼불릭 건쉽
- 7678 드로이드 건쉽
- 7679 공화국 파이터 탱크
- 7680 땅거미
- 7681 분리주의자 스파이더 드로이드
- 10186 그리버스 장군
- 10188 데스스타

## 2009
- 7748 코퍼릿 얼라이언스 탱크 드로이드
- 7749 에코 베이스
- 7751 아소카 타노의 스타파이터와 벌쳐 드로이드
- 7752 두쿠 백작의 솔라 세일러
- 7753 해적 탱크
- 7754 홈원 몬 칼라마리 스타크루저
- 7778 중형 밀레니엄 팔콘
- 8014 클론워커 배틀팩
- 8015 어쌔신 드로이드 배틀팩
- 8016 하이에나 드로이드 폭격기
- 8017 다스베이더의 타이 파이터
- 8018 AAT
- 8019 제국의 어택 셔틀
- 8036 분리주의자 셔틀
- 8037 아나킨의 Y-윙 스타파이터
- 8038 엔도의 배틀
- 8039 리퍼불릭 어택 크루저
- 10195 공화국 드랍쉽과 AT-OT
- 10198 탄티브 IV

## 2010
- 8083 저항군 배틀팩
- 8084 스노우트루퍼 배틀팩
- 8085 프리코 스피더
- 8086 드로이드 트라이파이터
- 8087 타이 디펜더
- 8088 ARC-170 스타파이터
- 8089 호스 왐파 동굴
- 8091 공화국 스웜프 스피더
- 8092 루크의 랜드스피더
- 8093 플로 쿤의 스타파이터
- 8095 그리버스 장군의 스타파이터
- 8096 팰퍼틴 의장의 셔틀
- 8097 슬레이브I
- 8098 클론 터보 탱크
- 8099 중형 임페리얼 스타 디스트로이어
- 8128 케드 베인의 스피더
- 8129 AT-AT
- 10215 오비완 캐노비의 제다이 스타파이터

## 2011
- 7878 메이스 윈두의 제다이 스타파이터
- 7869 제노시스 전투
- 7877 나부 스타파이터
- 7879 호스 에코 베이스
- 7913 클론 트루퍼 배틀팩
- 7914 만달로리안 배틀팩
- 7915 제국의 V-윙 스타파이터
- 7929 나부의 결투
- 7930 바운티 헌터의 어썰트 건쉽
- 7931 T-6 제다이 우주선
- 7956 이윅의 공격
- 7957 시스의 나이트 스피더
- 7959 제노시안 스타파이터
- 7961 다스 몰의 시스 인펄서레이터
- 7962 아나킨과 세불바의 포드레이서
- 7964 공화국 구축함
- 7965 밀레니엄 팔콘
- 10221 슈퍼 스타 디스트로이어

## 2012
- 9488 엘리트 클론 트루퍼와 코만도 드로이드 배틀팩
- 9489 엔도 빈란군 트루퍼와 제국 트루퍼 배틀팩
- 9490 드로이드 탈출
- 9491 제노시안 캐논
- 9492 타이 파이터
- 9493 X-윙 스타파이터
- 9494 아나킨의 제다이 인터셉터
- 9495 골드 리더의 Y-윙 스타파이터
- 9496 데저트 스키프
- 9497 공화국 스트라이커 클래스 스타파이터
- 9498 세시 틴의 제다이 스타파이터
- 9499 건간 서브
- 9500 시스의 퓨리 클래스 인터셉터
- 9515 멀레뷸런스
- 9516 자바의 성
- 9525 프리 비즐라의 만달로리안 스타파이터
- 9526 팰퍼틴 체포
- 9674 나부 스타파이터와 나부 행성
- 9675 세볼바의 포드레이서와 타투인 행성
- 9677 X-윙 스타파이터와 야빈4 공화국 행성
- 9678 트윈-포드 클라우드 카와 베스핀 행성
- 9679 AT-ST와 엔도 행성
- 10225 R2-D2
- 10227 B-윙 스타파이터

## 2013
- 75000 클론 트루퍼 대 드로이데카
- 75001 공화국 트루퍼 대 시스 트루퍼
- 75002 AT-RT
- 75003 A-윙 스타파이터
- 75004 Z-95 헤드헌터
- 75005 랭커 핏
- 75006 제다이 스타파이터와 카미노 행성
- 75007 공화국 어썰트 쉽과 코러산트 행성
- 75008 타이 폭격기와 소행성 필드
- 75009 스노우스피더와 호스 행성
- 75010 B-윙 스타파이터와 엔도 행성
- 75011 탄티브 IV와 얼데란 행성
- 75012 BARC 스피더와 사이드카
- 75013 움바란 MHC
- 75014 호스의 전투
- 75015 코퍼릿 얼라이언스 탱크 드로이드
- 75016 호밍 스파이더 드로이드
- 75017 제노시스의 결투
- 75018 잭-14의 스텔스 스타파이터
- 75019 AT-TE
- 75020 자바의 함선
- 75021 리퍼불릭 건쉽
- 75022 만달로리안 스피더
- 75024 HH-87 스타 하퍼
- 75025 제다이 디팬더 클래스 크루저
- 10236 이윅 빌리지
- 10240 레드 파이브 X-윙 스타파이터

## 2014
- 75034 데스스타 트루퍼스
- 75035 카쉬크 트루퍼스
- 75036 우타포 트루퍼스
- 75037 살루카미 전투
- 75038 제다이 인터셉터
- 75039 V-윙 스타파이터
- 75040 그리버스 장군의 휠 바이크
- 75041 벌쳐 드로이드
- 75042 드로이드 건쉽
- 75043 AT-AP
- 75044 드로이드 트라이파이터
- 75045 공화국 AV-7 지상 공격 캐논
- 75046 코러산트 폴리스 건쉽
- 75048 팬텀
- 75049 스노우스피더
- 75050 B-윙
- 75051 제다이 스카우트 파이터
- 75052 모스 에이슬리 칸티나
- 75053 고스트
- 75054 AT-AT
- 75055 임페리얼 스타 디스트로이어
- 75058 MMT
- 75059 샌드크롤러

## 같이 보기
- 레고 무비